# J. Safra Sarasin Swiss Open Gstaad 2019 - Qualificazioni singolare
Le qualificazioni del singolare del J. Safra Sarasin Swiss Open Gstaad 2019 sono state un torneo di tennis preliminare per accedere alla fase finale della manifestazione. I vincitori dell'ultimo turno sono entrati di diritto nel tabellone principale. In caso di ritiro di uno o più giocatori aventi diritto a questi sono subentrati i lucky loser, ossia i giocatori che hanno perso nell'ultimo turno ma che avevano una classifica più alta rispetto agli altri partecipanti che avevano comunque perso nel turno finale.

## Teste di serie
1. Tarō Daniel (spostato nel tabellone principale)
2. Dennis Novak (qualificato)
3. Filippo Baldi (qualificato)
4. Marco Trungelliti (ultimo turno)

1. Guillermo García López (ultimo turno)
2. Daniel Elahi Galán (qualificato)
3. Stefano Napolitano (primo turno)
4. Facundo Argüello (ritirato)

## Qualificati
1. Daniel Elahi Galán
2. Dennis Novak

1. Filippo Baldi
2. Gian Marco Moroni

## Tabellone

### Legenda
| - Q = Qualificato - WC = Wild card - LL = Lucky loser | - ALT = Alternate - SE = Special Exempt - PR = Protected Ranking | - w/o = Walkover - r = Ritirato - d = Squalificato |

### Sezione 1
|  | Primo turno | Primo turno        | Primo turno        | Primo turno | Primo turno |  |  | Ultimo turno | Ultimo turno       | Ultimo turno | Ultimo turno | Ultimo turno |  |
|  |             |                    |                    |             |             |  |  |              |                    |              |              |              |  |
|  |             |                    |                    |             |             |  |  |              |                    |              |              |              |  |
|  |             |                    |                    |             |             |  |  | Alt          | Jakub Paul         | 1            | 6            | 67           |  |
|  |             | Elliot Benchetrit  | Elliot Benchetrit  | 2           | 5           |  |  | 6            | Daniel Elahi Galán | 6            | 2            | 7            |  |
|  | 6           | Daniel Elahi Galán | Daniel Elahi Galán | 6           | 7           |  |  |              |                    |              |              |              |  |

### Sezione 2
|  | Primo turno | Primo turno        | Primo turno        | Primo turno | Primo turno |  |  | Ultimo turno | Ultimo turno   | Ultimo turno   | Ultimo turno | Ultimo turno |  |
|  |             |                    |                    |             |             |  |  |              |                |                |              |              |  |
|  | 2           | Dennis Novak       | Dennis Novak       | 6           | 6           |  |  |              |                |                |              |              |  |
|  |             | Stéphane Robert    | Stéphane Robert    | 3           | 2           |  |  | 2            | Dennis Novak   | Dennis Novak   | 6            | 6            |  |
|  |             | Viktor Galović     | Viktor Galović     | 6           | 6           |  |  |              | Viktor Galović | Viktor Galović | 3            | 3            |  |
|  | 7           | Stefano Napolitano | Stefano Napolitano | 3           | 4           |  |  |              |                |                |              |              |  |

### Sezione 3
|  | Primo turno | Primo turno            | Primo turno            | Primo turno | Primo turno |  |  | Ultimo turno | Ultimo turno           | Ultimo turno | Ultimo turno | Ultimo turno |  |
|  |             |                        |                        |             |             |  |  |              |                        |              |              |              |  |
|  | 3           | Filippo Baldi          | Filippo Baldi          | 7           | 6           |  |  |              |                        |              |              |              |  |
|  | WC          | Johan Nikles           | Johan Nikles           | 5           | 3           |  |  | 3            | Filippo Baldi          | 4            | 7            | 6            |  |
|  | Alt         | Gonzalo Escobar        | Gonzalo Escobar        | 1           | 2           |  |  | 5            | Guillermo García López | 6            | 65           | 2            |  |
|  | 5           | Guillermo García López | Guillermo García López | 6           | 6           |  |  |              |                        |              |              |              |  |

### Sezione 4
|  | Primo turno | Primo turno           | Primo turno       | Primo turno | Primo turno |  |  | Ultimo turno | Ultimo turno      | Ultimo turno      | Ultimo turno | Ultimo turno |  |
|  |             |                       |                   |             |             |  |  |              |                   |                   |              |              |  |
|  | 4           | Marco Trungelliti     | 4                 | 6           | 7           |  |  |              |                   |                   |              |              |  |
|  | WC          | Raphael Baltensperger | 6                 | 3           | 5           |  |  | 4            | Marco Trungelliti | Marco Trungelliti | 3            | 2            |  |
|  |             | Gian Marco Moroni     | Gian Marco Moroni | 6           | 6           |  |  |              | Gian Marco Moroni | Gian Marco Moroni | 6            | 6            |  |
|  | Alt         | Luca Margaroli        | Luca Margaroli    | 3           | 4           |  |  |              |                   |                   |              |              |  |